# 比弗鎮區 (密歇根州紐威哥縣)
比弗鎮區（英語：Beaver Township）是位於美國密歇根州紐威哥縣的一個行政鎮區。

## 地方資料
比弗鎮區的面積為92.80平方千米，當中陸地面積為92.30平方千米，而水域面積為0.50平方千米。根據2020年美國人口普查的數據，當地共有人口463人，而人口密度為每平方千米4.99人。